# Eric Loeppky
Eric Loeppky (Steinbach, 1º agosto 1998) è un pallavolista canadese, schiacciatore del Lube.

## Biografia
È sposato con la pallavolista Samantha Seliger-Swenson: i due sono diventati genitori di Luca Linden nel marzo 2022.

## Carriera

### Club
La carriera di Eric Loeppky inizia nei tornei universitari canadesi della U Sports, dove gioca per quattro annate con la Trinity Western: partecipa a tre finali per il titolo consecutive, laureandosi campione nel 2017 e nel 2019, edizione nella quale viene premiato inoltre come MVP e inserito nello All-Star Team, bissando l'apparizione nello All-Star Team dell'edizione precedente; nel 2020 viene inoltre insignito del riconoscimento come U Sports Player of the Year.
Nella stagione 2020-21 inizia la sua carriera come professionista in Italia, dove prende parte alla Superlega con la Porto Robur Costa: resta nella massima divisione italiana anche nelle annate 2021-22, con il Padova, 2022-23, con la Prisma Taranto, e 2023-24, con il Milano. Prosegue la sua militanza in Superlega anche nella stagione 2024-25, quando approda alla Lube, con cui vince la Coppa Italia.

### Nazionale
Con la selezione canadese Under-21 conquista la medaglia di bronzo al campionato nordamericano 2016, seguita da un altro bronzo alla Coppa panamericana Under-21 2017, torneo nel quale viene premiato come miglior realizzatore.
Nel 2019 fa il suo esordio in nazionale maggiore nel corso della Volleyball Nations League, prima di conquistare la medaglia di bronzo alla NORCECA Champions Cup, alla quale fa seguito quella d'argento vinta al campionato nordamericano 2021 e bissata nell'edizione 2023.

## Palmarès

### Club
- U Sports: 2

2017, 2019
- Coppa Italia: 1

2024-25

### Nazionale (competizioni minori)
- Campionato nordamericano Under-21 2016
- Coppa panamericana Under-21 2017
- NORCECA Champions Cup 2019

### Premi individuali
- 2017 - Coppa panamericana Under-21: Miglior realizzatore
- 2018 - U Sports: All-Star Team
- 2019 - U Sports: MVP
- 2019 - U Sports: All-Star Team